# ديبورا غاريسون
ديبورا غاريسون (بالإنجليزية: Deborah Garrison)‏ هي كاتِبة وشاعرة أمريكية، ولدت في 12 فبراير 1965 في آن آربر في الولايات المتحدة.

## وصلات خارجية
- ديبورا غاريسون على موقع ميوزك برينز (الإنجليزية)
- ديبورا غاريسون على موقع ديسكوغز (الإنجليزية)